# Habit
Habit är svensk tidskrift som ser sig som modebranschens egen facktidning.
Tidningen grundades 1961 av familjen Rebane. Habit kommer ut med 12 nr per år i 6 400 exemplar och beräknas ha drygt 30 000 läsare.